# 张潇
张潇（1986年8月—），山东章丘人，汉族，中国共产党党员。中国人民解放军东部战区空军某旅飞行员、第十三届全国人民代表大会解放军和武警部队代表。

## 生平
张潇是中国人民解放军东部战区空军。她是中国第八批女飞行员、首批歼击机女飞行员。曾参加中华人民共和国成立60周年阅兵等重大活动，荣获“全国巾帼建功标兵”。
2018年，张潇被选为解放军和武警部队出席第十三届全国人民代表大会代表。